# Estación San Nicolás R
San Nicolás R es una estación de ferrocarril ubicada en la ciudad homónima, provincia de Buenos Aires, Argentina.

## Servicios
Es una estación intermedia del servicio diésel interprovincial que se presta entre las estaciones Retiro y Rosario Norte.

## Historia
San Nicolás “R” fue una estación de empalme. Recibía el ramal proveniente de Pergamino, hallándose sobre este ramal en el kilómetro 76 del inicio del ramal que es, justamente, la estación Pergamino. 
Este ramal fue construido en la década de 1880 por el Ferrocarril Oeste de la Provincia de Bs. As inaugurándose el 3 de febrero de 1884. Posteriormente, a raíz de la crisis de 1890 fue vendido a la empresa británica Ferrocarril Oeste, y luego al Central Argentino. Tras las nacionalizaciones ferroviarias de 1948 durante el gobierno del Gral. Perón, pasó a formar el F.C.N.G.B.M (Ferrocarril Nacional General Bartolomé Mitre) recientemente creado.
Después de la revolución de 1955, los ferrocarriles argentinos dejan de recibir el calificativo “Nacional” y en el caso del Mitre queda denominado, simplemente, como Ferrocarril General Bartolomé Mitre (F.C.G.B.M). Pocos años más tarde, en diciembre de 1961, con Arturo Acevedo como Ministro de Obras Públicas del gobierno democrático del Presidente Arturo Frondizi, implementando las medidas de racionalización (algunas discutibles a la luz de hoy) recomendadas en el Plan Larkin (contratado por quien fuera entonces su Ministro de economía el Ing. Álvaro Alsogaray), se clausura definitivamente, entre otros, el ramal Pergamino, San Nicolás y con él esta estación.
La letra adicionada al nombre de la estación se añadió para diferenciar el ramal a Rosario (estación San Nicolás R) del ramal del ex Ferrocarril Central Argentino (estación San Nicolás C). Este mismo método se utilizó en las estaciones Belgrano, San Isidro, San Fernando, Tigre y Bancalari.Pocos años más tarde, en diciembre de 1961, el gobierno de Arturo Frondizi, implementando las medidas derdel Plan Larkin siguiendo directrices de su Ministro de Economía Álvaro Alsogaray, clausura definitivamente, entre otros, el ramal Pergamino, San Nicolás, quedando la estación abandonada.
En 2015, con la reforma del ramal Retiro-Rosario la estación volvió a funcionar para servicios de pasajeros. Además de las obras en San Pedro y San Nicolás R, en el ramal a Rosario se renovaron desde hace cuatro años 530 kilómetros de vías, con una inversión de 3.900 millones de pesos, finalizando en 2017.